# Дон-Жуан-Ди-Каштру
Дон-Жуан-Ди-Каштру (порт. Banco de D. João de Castro) — крупный подводный вулкан, расположенный в центре северной части Атлантического океана, между островами Сан-Мигел и Терсейра в Азорском архипелаге.

## История
Первое историческое упоминание, связанное с подводным вулканом между Сан-Мигелем и Терсейрой, относится к весне 1718 года, когда в этом районе затонули два корабля французского корсара Анри Турина.
Последнее крупное извержение, связанное с этим регионом, произошло 31 декабря 1720 года. Начавшись как подводное извержение, оно в конечном итоге переросло в суртсейское извержение, в результате которого образовался круглый остров длиной 1,5 километра (0,93 мили) и высотой 250 метров (800 футов). Дым и пар, выпущенные вулканом, были видны с островов Сан-Мигел и Терсейра. Извержение также вызвало несколько небольших землетрясений, которые ощущались на этих островах.
Названный Ilha Nova (Новый остров), он оставался над уровнем моря всего два года, достигнув высоты 180 метров (590 футов) и диаметра 900 метров (3000 футов). Морская эрозия и океанские волны значительно уменьшили размер и ухудшили состояние конуса, так что к 21 июля 1722 года Conselho da Marinha Português (Португальский морской совет) сообщил, что остров исчез.
После двух столетий спорных упоминаний о существовании острова 28 июля 1941 года гидрографическое судно NH D. João de Castro определило его положение и каталогизировало морфологию берега. В соответствии с морской традицией, отмель унаследовала имя корабля-первооткрывателя.
Интенсивная сейсмическая активность в этом районе в 1997 году предполагает, что там могло произойти небольшое извержение.
Самые последние сейсмические события в регионе произошли 4 июня 2012 года, когда регион затронули постепенно усиливающиеся толчки. Максимальная сейсмическая активность была зарегистрирована на островах Сан-Мигел и Терсейра, что соответствует уровням III/IV по шкале Меркалли.

## География
Вулкан остается сейсмически активным между островами Сан-Мигел и Терсейра, поднимаясь на 13 метров (43 фута) над поверхностью моря. Вулкан имеет большое фумарольное поле площадью около 1600 квадратных метров (17000 квадратных футов). На поверхности воды видны вулканические газы, выделяемые фумаролами.
Два паразитных кратера, оба размером примерно 90 на 45 метров (295 футов × 148 футов), расположены на северо-западной стороне вулкана. Дно более молодого кратера состоит из застывшего лавового озера с полигональными трещинами на поверхности, в то время как более старый, менее отчётливый кратер закрыт отложениями тефры

## Флора и фауна
Дон-Жуан-Ди-Каштру демонстрирует значительное биоразнообразие, насчитывающее около 220 идентифицированных видов. Виды рыб, наблюдаемые у берега, включают бермудского голавля (Kyphosus sectatrix), спинорога (семейство Balistidae), рыбу-иглу (семейство Belonidae), ваху (Acanthocybium solandri) и гигантского океанического ската-манта (Mobula birostris). Доминирующий вид водной флоры — саргассовые водоросли.
Берега являются важным местом промысла придонных рыб, таких как чёрный морской лещ (Spondyliosoma cantharus) и чернобрюхий шиповник (Helicolenus dactylopterus), а также пелагических видов тунца (Thunnus и другие).
27 июля 1996 года в рамках научной экспедиции, организованной Clube Naval de Ponta Delgada, исследователи морской биологии из Азорского университета завершили исследование по выявлению видов, обитающих на берегу.